# Гірниче право у середньовічній Європі
Гірниче право у середньовічній Європі — важливий нормотворчий фактор розвитку гірництва й нових суспільних відносин.

## Історія формування європейського Гірничого права
Спроби цистерціанців підпорядкувати величезну кількість прибулих до Кутної Гори старателів монастирському статуту наштовхнулись на спротив гірників, яких енергійно підтримував чеський король Вацлав II. Він відчував загрозу потрапляння основної частини видобутого срібла до впливово чернечого ордену, оминаючи його королівську скарбницю. Для організації самоврядування гірників і забезпечення ефективної роботи рудників 1300 р. був розроблений і затверджений «Королівський гірничий кодекс» («Ius regale montanorum»), який закріпив за гірниками особливий статус і численні привілеї.

## Роль Гірничого права у становленні вільного підприємництва й нових виробничих відносин у гірничо-металургійних центрах феодальної Європи
Гірниче право відіграло особливу роль у становленні вільного підприємництва й нових виробничих відносин у гірничо-металургійних центрах феодальної Європи, слугувало запорукою правових взаємин при розбудові європейського промислу, забезпечувало надійний захист від феодальної сваволі. Слід зауважити, що відповідні своєму часу гірничі закони існували вже в античну добу, але були втрачені й забуті. В епоху середньовіччя спроби введення деяких гірничих свобод були здійснені ще маркграфом Отто Майсенським у Шварцвальді, як намагання протиставити гірниче самоврядування монополії ордену цистерціанців. Перший гірничий статут був укладений архієпископом міста Тренто (Північна Італія) 1208 р. Саме для розробки срібних гір поблизу Тренто та районів залежного від нього Тіролю (Західна Австрія) прибули гірники зі Шварцвальда (Саксонія), які принесли свої виробничі звичаї та традиції. Ці організаційні норми становили основу перших формалізованих приписів архієпископа Федеріко Ванга. Згідно з ними, той, хто знаходив придатну до витоплення руду, отримував рудне поле площею 9100 м2 і був зобов'язаний закласти на ньому щонайменше три шахти. Хазяїн землі (король чи князь) стягував з гірника десяту частину з його видобутку й надавав право розпоряджатися рештою на свій розсуд . Власник землі не мав права перешкоджати пошуку та видобутку руд. Завдяки цим правам і багатим поліметалічним родовищам альпійських надр, гірники Тіролю створили славетний центр видобутку кольорових металів. Потужні рудники срібла зосереджувались у Фалькенштайні (поблизу Шваца), де постійно працювали 5—7 тис. гірників. Місцевий видобуток срібла на початку XVI ст. (часи найбільшого розвою) сягав до 11 т на рік.
Родовища Шваца представлені жилами бляклих мідних руд, що вміщують срібло. Вони розташовані на західному продовженні поясу жил Міттерберга. Видобуток вели в горах на висоті близько 1200 м, глибина шахт у пізньому середньовіччі сягала 800 м. До ручного вичерпування води постійно залучали до 600 робітників (становище змінилось, коли мешканець Зальцбурга А. Лассер винайшов механічну черпалку). Гірничі права, започатковані в Тренто, лише частково розповсюджувались на гірників Тіролю. Значна частина доходів від експлуатації рудників Шваца належала тірольським Габсбургам.

## Продовження гірничої законотворчості відбулось у чеській Їглаві
Продовження гірничої законотворчості відбулось у чеській Їглаві (приписи 1249 р.), але найуспішнішим документом став «Королівський гірничий кодекс» Вацлава II (1300 р.), який є взірцем високої професійної культури укладачів. Він включав не тільки комплекс практичних рекомендацій щодо організації та ведення гірничих робіт, але й затверджував законні права на вільний характер гірничої справи, регламентував економічні відносини між гірниками, їх об'єднаннями (артілями), цеховим керівництвом, вкладниками грошей, власниками земель та державою в особі короля. Це був закон надзвичайно сміливий для свого часу, він забезпечив основи вільного поступу гірництва в Чехії і став прецедентом для аналогічних підходів в інших королівствах. Майже без змін цей кодекс був прийнятий на великих словацьких рудниках у Банській Штявниці (німецька назва — Шемніц) і під титулом «Шемницьке право» дістав значне поширення в Центральній та Східній Європі.

## Цікаво
Цікаво, що спроба розповсюдити європейську практику унормування гірничого права в Росії не увінчалася успіхом. Перший гірничий статут Росії – „Берг-Привілей” Петра I – був прийнятий лише 1719 р. і включив у себе тільки частину прогресивних положень чеського кодексу 1300 р. Спроби В.М. Татищева у проекті „Гірничого статуту” 1734 р. перейти на європейські позиції були відхилені російським урядом. Така ж доля спіткала проекти сенатора В.Ю. Соймонова 1804 і 1823 рр. Проблеми гірничого права в цій країні зберігають свою актуальність і сьогодні.